# François Mauriac
François Mauriac, född 11 oktober 1885 i Bordeaux, Frankrike, död 1 september 1970 i Paris, var en fransk författare. Han var morfar till Anne Wiazemsky. Mauriac blev 1933 invald i Franska Akademien, och 1952 tilldelades han Nobelpriset i litteratur.

## Biografi
Mauriac var ledande inom den katolska vänstern och deltog i motståndsrörelsen på 1940-talet. Han blev tidigt faderlös och inledde 1906 sina studier i litteraturhistoria i Paris. År 1912 grundade han den katolska tidskriften Les Cahiers. Mauriac fick 1926 års Grand Prix du roman de l'Académie française, Franska Akademins romanpris. Mauriac blev 1933 invald i Franska Akademien. 1952 erhöll han Nobelpriset.
Mauriacs romaner är mörka passions- och familjehistorier, i vilka han behandlar det ondas problem i katolsk anda och med djuppsykologisk analys.
I Thérèse (1927, svensk översättning 1931) behandlas olyckor som drabbar människor utan tro. Senare, bland annat i Ormboet (1932, svensk översättning 1946) söker Mauriac visa, att människan alltid kan räkna med Guds nåd, hur djupt hon än har syndat. Miljön är hämtad från hans egna hemtrakter utanför Bordeaux, en lantlig godsägarmiljö. Mauriac skildrar den borgerliga familjens inre förfall, ofta med en förkärlek för nästan abnormt ondskefulla och förljugna människor.